# جون دبليو. لويد
جون دبليو. لويد (بالإنجليزية: John W. Lloyd)‏ هو عسكري أمريكي، (ولد في نيويورك في الولايات المتحدة 1831  م).